# A Moon Shaped Pool
A Moon Shaped Pool — дев'ятий студійний альбом англійського рок-гурту Radiohead. Він вийшов у цифровому форматі 8 травня 2016 року, а у фізичному — 17 червня 2016 року на лейблі XL Recordings. Продюсером альбому виступив давній соратник Radiohead Найджел Ґодріч.
Radiohead записали A Moon Shaped Pool на студіях RAK у Лондоні, в Оксфорді та на студії La Fabrique у Сен-Ремі-де-Прованс, Франція. У ньому широко використовуються струнні та хоровий вокал в аранжуванні гітариста Джонні Ґрінвуда та у виконанні Лондонського сучасного оркестру. Кілька пісень, таких як «True Love Waits» та «Burn the Witch», були написані роками раніше. У текстах пісень йдеться про зміну клімату, групове мислення та душевний біль. Багато критиків побачили в них відповідь на розлучення вокаліста Тома Йорка з дружиною Рейчел Оуен. Давній соратник Radiohead Стенлі Донвуд створив абстрактну обкладинку, піддавши свої картини впливу погодних умов.
Radiohead просували A Moon Shaped Pool за допомогою синглів та відеокліпів на «Burn the Witch» і «Daydreaming», вірусної кампанії з листівок і постів у соціальних мережах, а також серій відео-віньєток. Radiohead гастролювали у 2016, 2017 та 2018 роках, виступаючи на таких фестивалях, як Ґластонбері та Коачелла. Тур включав виступ у Тель-Авіві, який викликав критику з боку прихильників кампанії Бойкот, дивестиція та санкції, що виступає за міжнародний культурний бойкот Ізраїлю.
A Moon Shaped Pool був названий одним з найкращих альбомів року і десятиліття багатьма виданнями. Він став п'ятим альбомом Radiohead, номінованим на премію Mercury Prize, і був номінований на 59-ту щорічну церемонію вручення премії «Греммі» в категоріях «Найкращий альбом альтернативної музики» та «Найкраща рок-пісня» (за композицію «Burn the Witch»). Альбом очолив хіт-паради в кількох країнах, ставши шостим номером один у UK Albums Chart серед альбомів Radiohead, і став бестселером на вінілі. Він має золотий сертифікат у Великобританії, США, Канаді, Австралії, Франції та Італії.

## Історія створення
Кілька пісень на A Moon Shaped Pool були написані за кілька років до запису альбому. Вперше Radiohead виконали «True Love Waits» у 1995 році і кілька разів намагалися записати її, але так і не змогли визначитися з аранжуванням. З роками вона стала однією з найвідоміших невиданих пісень гурту. Над «Burn the Witch» Radiohead вперше працювали під час створення альбому Kid A 2000 року, а потім у наступних сесіях запису. «Present Tense» Том Йорк вперше виконав у сольному сеті на британському фестивалі Latitude у 2009 році.
Під час туру на підтримку свого восьмого альбому The King of Limbs (2011) Radiohead виконали новий матеріал, включаючи майбутні треки A Moon Shaped Pool — «Identikit» і «Ful Stop». Під час туру 2012 року вони записали дві пісні на студії Third Man Records у Нешвіллі, штат Теннессі, включаючи версію «Identikit», але забракували записи як неякісні. Після завершення туру того ж року Radiohead взяли паузу, а учасники гурту працювали над сайд-проєктами.

## Запис

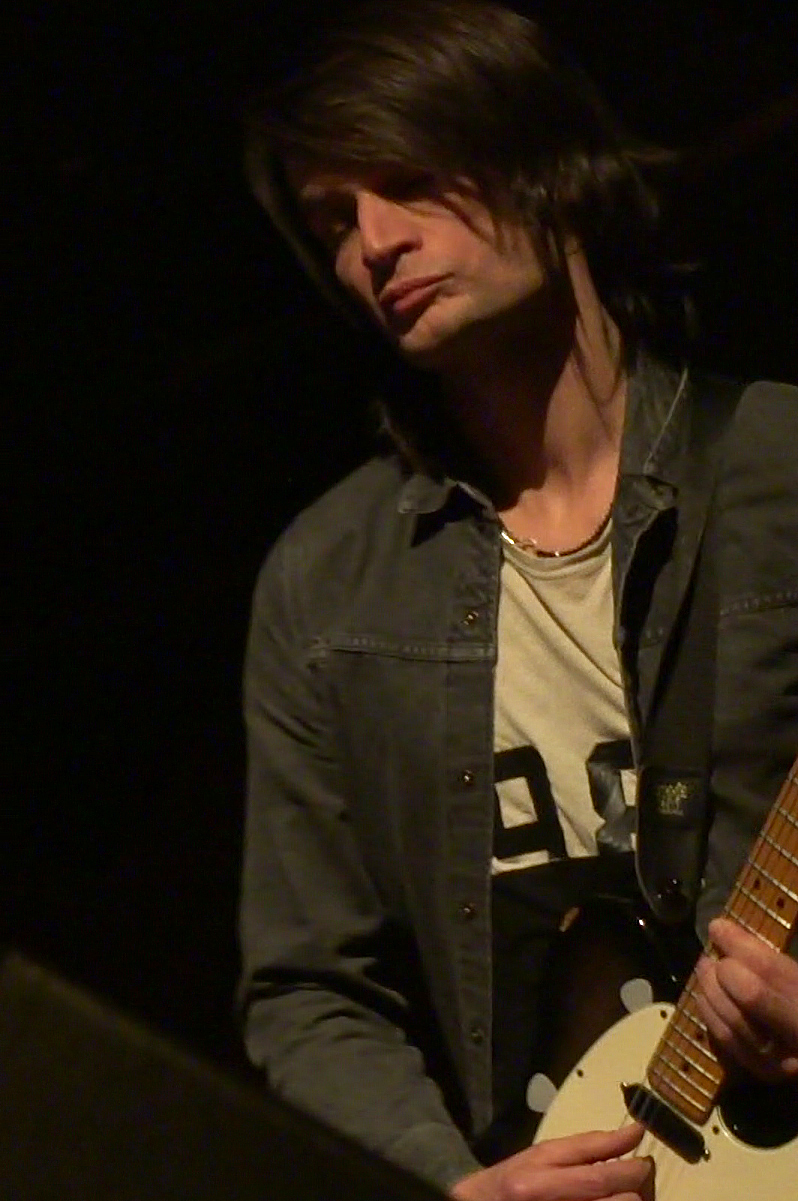
Джонні Ґрінвуд у 2015 році під час виступу з Лондонським Сучасним Оркестром, який записувався на A Moon Shaped Pool

Radiohead розпочали роботу над A Moon Shaped Pool зі своїм постійним продюсером Найджелом Ґодрічем у своїй оксфордській студії у вересні 2014 року. Вони повільно відновлювали темп після перерви і працювали «уривчасто». Оксфордські сесії тривали до Різдва. 2015 року Radiohead провели три тижні у французькій студії La Fabrique поблизу Сен-Ремі-де-Прованс, працюючи над записами, зробленими в Оксфорді. Студія, яка колись була млином дев'ятнадцятого століття з виробництва художнього пігменту, використовувалася музикантами, серед яких Морріссі і Нік Кейв, і в ній зберігається найбільша у світі колекція вінілових платівок.
У Йорка було мало демозаписів і не було жодного репетиційного періоду. За словами гітариста Еда О'Браєна, «ми просто перейшли до запису … Звук з'являвся під час запису». Замість того, щоб використовувати комп'ютери, Ґодріч, натхненний записами Motown і ранніми записами Девіда Бові, записував гурт на плівку за допомогою аналогових багатодоріжкових рекордерів. Це додало творчих обмежень, оскільки перезапис дубля означав стирання попереднього дубля. За словами бас-гітариста Коліна Ґрінвуда, «Це змушує вас приймати рішення в даний момент, що є повною протилежністю тому, якби альбом зберігався на терабайтному жорсткому диску.»
Для вступу до «Daydreaming» Radiohead сповільнили запис, створивши ефект викривлення висоти тону. Гітарист Джонні Ґрінвуд використовував музичну мову програмування Max для маніпуляцій з фортепіано на «Glass Eyes». «Identikit» виникла з петель вокалу Йорка, записаних під час сесій The King of Limbs. Барабанщик Клайв Дімер, який виступав з Radiohead у турі The King of Limbs і з'явився на подвійному синглі 2011 року «The Daily Mail» / «Staircase», зіграв додаткову партію барабанів на «Ful Stop».
Струнні та хорові партії були аранжовані Джонні Ґрінвудом і виконані Лондонським Сучасним Оркестром під керівництвом Х'ю Бранта. Оркестр раніше працював з Ґрінвудом над партитурою до фільму «Майстер» 2012 року. Струнні партії були записані на студії RAK у Лондоні. Для «Burn the Witch» музиканти використовували гітарні плектри, замість смичків, що створило перкусійний ефект. Йорк описав «Daydreaming», закінчену на початку сесій у La Fabrique, як «прорив» для запису. Ґрінвуд змусив віолончелістів розстроїти свої віолончелі, створивши звук схожий на «гарчання». Додаткові партії струнних і хору були записані, але вирізані.
Батько Ґодріча помер у день запису струнних для «Burn the Witch». За словами Найджела, «я буквально залишив його на довбаному столі в моєму будинку і пішов записувати. Це був дуже, дуже емоційний день для мене. Він також був гравцем на струнних інструментах, так що це була одна з тих речей, коли я відчував, що він хотів би, щоб я пішов і просто зробив це.» Спеціальне видання альбому присвячене Віку Годрічу і барабанному техніку гурту — Скотту Джонсону, який загинув під час обвалу сцени у 2012 році перед запланованим концертом Radiohead у парку Даунсв'ю у Торонто. Колишня дружина Йорка, Рейчел Оуен, померла від раку через кілька місяців після виходу альбому, про що Йорк розповів у інтерв'ю журналу Rolling Stone: «У той час відбувалося багато складних речей, і це був важкий час для нас як для людей. Це було дивом, що цей альбом взагалі був записаний».
Робота була перервана записом пісні «Spectre», замовленої для фільму про Джеймса Бонда 2015 року. Та продюсери фільму забракували пісню як «занадто похмуру». Ґодріч розповідав: «Цей довбаний фільм про Джеймса Бонда кинув нам величезний кручений м'яч. Це була справжня трата енергії… З точки зору створення A Moon Shaped Pool, це призвело до зупинки прямо тоді, коли ми були в самому розпалі». У грудні 2015 року на Конференції ООН з питань зміни клімату в Парижі Йорк виконав три пісні з майбутнього альбому: «The Numbers» (тоді знана як «Silent Spring»), «Present Tense» і «Desert Island Disk». На Різдво Radiohead випустили «Spectre» на сайті SoundCloud. Джонні Ґрінвуд підрахував, що 80 % альбому було записано за два тижні. Після того, як Radiohead закінчили роботу у Франції, Ґодріч відредагував і звів альбом у Лондоні.

## Музика
A Moon Shaped Pool поєднує в собі артрок, фолк, камерну музику, ембієнт та бароко-поп. Він поєднує електронні елементи, такі як драм-машини та синтезатори, акустичні тембри, такі як гітара та піаніно, а також струнні та хорові аранжування, яких у ньому більше, ніж у попередніх альбомах Radiohead. The Guardian схарактеризував A Moon Shaped Pool як стриманіший та більш «урізаний», аніж попередні альбоми Radiohead.
Пісні розташовані в алфавітному порядку, який, за словами Джонні Ґрінвуда, був обраний лише тому, що такий порядок добре працює. «Burn the Witch» має «пульсуючі» струнні та електронні ударні. «Daydreaming» — ембієнт-пісня з «простим, сумним» фортепіанним мотивом, «моторошним» замаскованим вокалом, а також електронними та оркестровими елементами. «Ful Stop» має «злісний» синтезатор, ритмову «метушню» і гітарні арпеджіо у стилі фазової музики. «Glass Eyes» містить маніпуляції з фортепіано, струнними і текст, що нагадує «незахищений телефонний дзвінок». «Identikit» починається з джемового вступу, має хоровий вокал і «космічну» електроніку, а завершується «схвильованим» гітарним соло.
«The Numbers» починається як «розхристаний джем-сейшн початку 70-х», зі струнними, що нагадують альбом Сержа Генсбура Histoire De Melody Nelson 1970 року. «Present Tense» — балада з елементами босанови. «Tinker Tailor Soldier Sailor Rich Man Poor Man Beggar Man Thief» включає струнні, електронні ударні та спотворений синтезатор. «True Love Waits» — фортепіанна балада з поліритмічними петлями та текстурами. Спеціальне видання A Moon Shaped Pool містило два додаткові треки: «Ill Wind», з ритмом босанови і «крижаними» синтезаторами, і «Spectre» — оркестрову фортепіанну баладу.

### Тексти пісень

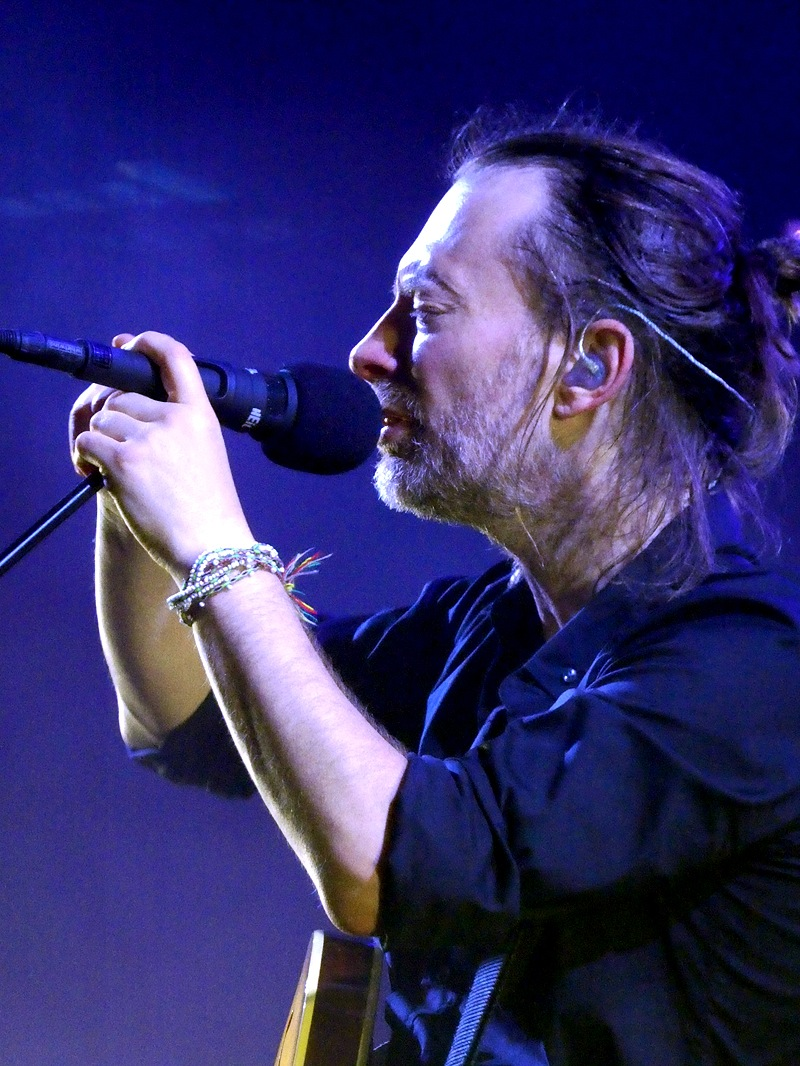
Автор пісень Том Йорк під час туру Moon Shaped Pool, 2016 рік

У тексті пісні йдеться про любов, прощення та жаль; за словами оглядача з видання Pitcfork, «відчуття, що за тектонічним розбитим серцем існує анемічне прийняття, яке є прекрасним, якщо не надто засмучуватися з цього приводу». Деякі критики вважають, що тексти пісень забарвлені розставанням Йорка з його партнеркою, з якою він прожив майже 25 років, Рейчел Оуен, зазначаючи, що реверсивний вокал на «Daydreaming», коли його перевернути, звучить як «half of my life» («половина мого життя»). Спенсер Корнхабер з The Atlantic писав, що альбом «має найбільший сенс, коли його слухати як документ, що описує переломний момент в житті однієї людини.».
Інші теми включають зміну клімату та заклик до революції у «The Numbers», а також небезпеку влади та групового мислення — у «Burn the Witch». Йорк боявся, що політичні пісні відштовхують деяких слухачів, але вирішив, що це краще, ніж писати «ще одну милу пісеньку ні про що». Він усвідомлював, що такі слова, як «річка, що висихає» та «система — це брехня», є штампами, але відчував, що не має іншого способу сказати про них: «Як ще можна сказати „система — це брехня“? Навіщо це приховувати? Це брехня. Ось і все».
The Guardian писали, що якщо альбом Radiohead 2003 року Hail to the Thief був присвячений епосі Тоні Блера і Джорджа Буша, то A Moon Shaped Pool може стати «випадковим саундтреком» до президентства Дональда Трампа. Про приспів «one day at a time» з пісні «The Numbers» Йорк сказав: «One day at a time», приятелю, «one day at a time» («одного дня в той час»), Йорк сказав: «Одного разу, приятелю, тобі скоро буде оголошено імпічмент, приятелю. Ти не лідер, любий… Ти не витримаєш цього. Нічого не вийде. Одного дня. Ми ж не дурні.»

## Художнє оформлення
Ілюстрації до A Moon Shaped Pool Йорк створив разом із давнім соратником Radiohead Стенлі Донвудом. Донвуд приєднався до гурту у Франції і працював у сараї з колонками, під'єднаними до студії, де вони записувалися, що дозволяло їхній музиці впливати на його творчість. Бажаючи відійти від фігуративізму і створити роботу, яка була б радше продуктом випадковості, Донвуд спочатку задумав створити «малярського Далека», який розбризкував би фарбу на полотно, але це виявилося технічно складним завданням. Натомість він експериментував з погодою, залишаючи полотна на відкритому повітрі, щоб дозволити стихії впливати на фарбу. Донвуд продовжив процес вивітрювання в Оксфордширі під час зимових канікул гурту, отримавши «абсолютно інші результати», перш ніж сфотографувати роботи та відредагувати їх у Photoshop разом з Йорком.

## Реліз
A Moon Shaped Pool вийшов для завантаження 8 травня 2016 року на сайті Radiohead, в онлайн-магазинах, включаючи iTunes Store і Amazon Music, а також на платних стрімінгових сервісах. На Google Play Music він випадково вийшов на кілька годин раніше. На Spotify він був доданий лише 17 червня. Йорк і Ґодріч публічно критикували Spotify у 2013 році, стверджуючи, що він не може підтримувати нових виконавців. Spotify вів «попередні обговорення»" з керівництвом XL і Radiohead, щоб зробити A Moon Shaped Pool першим альбомом, доступним суто для користувачів Spotify з преміум-підпискою, але угоди не було досягнуто. Представник Spotify Джонатан Прінс заявив, що Spotify і Radiohead досліджували «нові підходи», але не змогли вчасно подолати технічні проблеми.
CD і LP видання вийшли в Японії 15 червня на лейблі Hostess Entertainment, а в інших країнах 17 червня на XL Recordings. Radiohead продавали спеціальне видання на своєму сайті, яке було доступне з вересня. Воно містило альбом на CD і двох 12-дюймових вінілових платівках, а також додатковий CD з двома додатковими треками: «Ill Wind» і раніше виданий «Spectre». Спеціальне видання упаковане в стилі альбомів для записів з шелаку зі швидкістю 78 об/хв студії La Fabrique, має додаткову обкладинку і оригінальний шматок мастер-стрічки, довжиною менше секунди, з однієї з попередніх сесій запису Radiohead. Оскільки стрічка з часом псується, гурт вирішив включити її до спеціального видання, аби не допустити, щоб вона «опинилася на звалищі». 20 червня 2020 року біле вінілове перевидання вийшло через незалежні онлайн-магазини звукозапису до Дня музичних магазинів.

## Промо
Radiohead не давали жодних інтерв'ю і не гастролювали до виходу A Moon Shaped Pool. За словами О'Браєна, учасники гурту не були готові говорити про нього, коли він вийшов: «Ми не хотіли говорити про те, що його було досить важко записати. Ми були досить крихкими, і нам потрібно було стати на ноги».
30 квітня 2016 року, за кілька днів до анонсу альбому, шанувальники, які раніше зробили замовлення у Radiohead, отримали рельєфні листівки з текстом головного синглу «Burn the Witch». 1 травня Radiohead видалили весь контент зі свого веб-сайту та профілів у соціальних мережах, замінивши їх порожніми зображеннями. Pitchfork інтерпретували цей крок як символічне відродження Radiohead. Донвуд сказав, що ця ідея була «способом позбутися всього того, що було раніше… Це було ніби бути якимось злим лиходієм Бонда чи щось подібне, у якомусь лігві, натискаючи кнопки… Це було творчо блискуче задоволення».
Після публікації тизерів у Instagram, 3 травня Radiohead виклали «Burn the Witch» для завантаження. Пісня супроводжувалася стоп-моушн анімаційним кліпом, що нагадує дитячий телесеріал 1960-х років Trumpton і фільм жахів 1973 року Плетена людина. Через три дні Radiohead випустили «Daydreaming», що супроводжувався кліпом режисера Пола Томаса Андерсона, для якого Ґрінвуд писав музику до кількох фільмів. Також відео було показано на 35-міліметровій плівці в деяких кінотеатрах. Того ж дня Radiohead оголосили про те, що їхній наступний альбом вийде в мережі вже наступної неділі, але не розкрили його назву.
BBC Radio 6 Music в день релізу повністю зіграла A Moon Shaped Pool. Наступного тижня Radiohead випустили першу з серії відео-віньєток, знятих на кліпи з альбому художниками та режисерами, серед яких Міхал Марчак, Тарік Баррі, Грант Гі, Адам Бакстон, Річард Айоаді, Йоргос Лантімос та Бен Вітлі. За цим послідував фан-конкурс на створення віньєтки до «Daydreaming». У вересні та жовтні Radiohead випустили відео з виконанням пісень «Present Tense» та «The Numbers». У кліпах, знятих режисером Андерсоном, Йорк і Джонні Ґрінвуд виконують пісні за допомогою гітар та драм-машини Roland CR-78.
17 червня 2016 року, в день виходу альбому в роздріб, музичні магазини-учасники провели промо-акцію під назвою «Live From a Moon Shaped Pool». Під час заходу відбувся аудіострім, куратором якого були Radiohead, із записом їхнього виступу в лондонському Roundhouse, а також конкурси, виставки робіт та інші заходи. Один з магазинів у Стамбулі було зачинено після нападу банди, розлюченої тим, що клієнти пили пиво та слухали музику під час Рамадану. Radiohead випустили заяву, в якій засудили напад і надіслали шанувальникам у Стамбулі «любов і підтримку».

### Тур
Radiohead гастролювали Європою, Північною Америкою та Японією з травня по жовтень 2016 року. Як і під час туру з The King of Limbs, до Radiohead приєднався другий барабанщик Клайв Дімер. У березні 2017 року розпочався друга частина туру по США, яка завершилася у квітні, де гурт був хедлайнером на фестивалі Coachella в Каліфорнії. На розігріві туру були Джеймс Блейк, Олівер Коутс, а також єврейсько-арабський гурт Dudu Tassa and the Kuwaitis.
У червні та липні відбувся європейський тур з подальшими фестивальними виступами, включаючи третій хедлайнерський виступ Radiohead на фестивалі Ґластонбері у Великій Британії. У 2018 році Radiohead гастролювали Північною та Південною Америкою з квітня по серпень, включаючи чотири концерти в Медісон-сквер-гарден у Нью-Йорку, з проєктом Джонні Ґрінвуда Junun на розігріві. Тур став 61-м за касовими зборами у 2018 році, заробивши понад $28 мільйонів.
Тур Moon Shaped Pool включав виступ у Тель-Авіві 19 липня 2017 року, попри кампанію Бойкот, дивестиція та санкції за міжнародний культурний бойкот Ізраїлю. Це рішення було розкритиковано артистами, зокрема музикантом Роджером Вотерсом і режисером Кеном Лоучем, а петицію із закликом до Radiohead скасувати концерт підписали понад 50 видатних діячів. Йорк розповів: «Грати в країні — це не те саме, що підтримувати уряд. Музика, мистецтво і наука — це перетин кордонів, а не їх побудова, це відкриті уми, а не закриті, це спільна людяність, діалог і свобода вираження поглядів». Ізраїльський музикант Дуду Тасса розповів, що Radiohead обрали його групу для підтримки в США в 2017 році, «тому що вони знали, що закінчать свій тур в Тель-Авіві, і тому що вони хотіли привезти людей з Ізраїлю».

## Продажі
A Moon Shaped Pool став шостим номером один серед альбомів Radiohead у UK Albums Chart. Він також посів перше місце в Ірландії, Норвегії та Швейцарії, а також увійшов до першої десятки в кількох інших країнах. Альбом був сертифікований золотим у Великій Британії 24 червня 2016 року за продажі понад 100 000 копій. Після роздрібного релізу у червні A Moon Shaped Pool повернувся на вершину британського чарту з продажами у 44 000 копій. З них 39 000 були роздрібними копіями, в тому числі 10 500 на вінілі, що зробило його бестселером тижня на вінілі. Він став четвертим найпродаванішим вініловим альбомом 2016 року у Великій Британії, поступившись Blackstar Девіда Бові, Back to Black Емі Вайнгауз та саундтреку до фільму Вартові галактики. «Burn the Witch» став 26-м найпродаванішим вініловим синглом року у Великій Британії.
У США A Moon Shaped Pool розійшовся тиражем 181 000 копій за перший тиждень, досягнувши третього місця в чарті Billboard 200, що стало найвищим дебютним показником за тиждень. Це був найкращий тиждень продажів Radiohead в Америці з моменту виходу альбому Hail to the Thief 2003 року. З виходом спеціального видання через кілька місяців A Moon Shaped Pool піднявся на 11 місце в чарті Billboard 200 і на перше місце в чарті вінілових альбомів, розійшовшись тиражем у 21 000 копій за один тиждень. 9 листопада 2018 року альбом отримав золотий сертифікат у США, продажі якого перевищили 500 000 копій. Бонус-трек «Ill Wind», доданий до стрімінгових сервісів у 2019 році, досяг восьмого місця в чарті Billboard Alternative Digital Songs і 24 місця в чарті Hot Rock Songs.

## Критичне сприйняття
На сайті-агрегаторі рецензій Metacritic A Moon Shaped Pool отримав 88 балів зі 100 на основі 43 рецензій, що свідчить про «загальне визнання». Патрік Райан з USA Today писав, що «задумливий, симфонічний і пронизливий A Moon Shaped Pool … був вартий очікування». Кріс Джерард з PopMatters вважає, що альбом «гідний незрівнянного каталогу Radiohead; багате доповнення до того, що є найбільш важливим і значущим з усіх рок-альбомів за останні 30 років». Джеймісон Кокс з The Verge похвалив струнні аранжування та «емоційну щедрість». Енді Бета з Rolling Stone описав його як «переслідуючий, приголомшливий тріумф» і «найпрекрасніший та найбезлюдніший альбом Radiohead», високо оцінивши його тембри і мелодії. Інший критик Rolling Stone Вілл Гермес писав, що «голос Йорка утримує в собі емоційний центр, і він ще ніколи не був таким вражаючим… [A Moon Shaped Pool — це] один з їхніх найбільш музично та емоційно захопливих альбомів».
Сем Річардс з NME описав A Moon Shaped Pool як «альбом моторошної, невловимої краси, дивної, мерехтливої і невизначеної водночас». Стівен Томас Ерлвайн для AllMusic писав, що «в його припливах і відпливах є меланхолійний затишок, м'яке погойдування, яке заспокоює; це тонік для замкненого, розсіяного The King of Limbs і навіть гладкого відчуження Kid A». Редактор Pitchfork Джейсон Грін вважав, що альбом забарвлений розставанням Йорка: «Вплив травми, своєрідної автокатастрофи душі, відчутний. Музика тут відчувається вільною і розкутою, розірваною так, як це може бути тільки після трагедії». Пізніше Pitchfork назвав «Daydreaming» і «True Love Waits» одними з найкращих пісень 2016 року.
Ерік Реннер Браун з Entertainment Weekly високо оцінив різноманітність і масштаб: «За своєю природою альбоми Radiohead завжди будуть дещо епічними, але цей альбом грандіозніший, ніж будь-який з релізів гурту з часів шедевру 2000 року Kid A». Джон Парелес у статті для The New York Times писав, що A Moon Shaped Pool був, можливо, «найпохмурішою заявою [Radiohead] — хоча і у найбільш пасторальному вигляді». Він високо оцінив вокал Йорка і струнні аранжування Ґрінвуда, написавши: «І пан Йорк, і пан Ґрінвуд — невпинно допитливі слухачі, любителі мелодії і дослідники ідіом, творці головоломок, які не цураються емоцій». Кріс Бартон з Los Angeles Times описав A Moon Shaped Pool як «насичений і захопливий альбом, який якимось чином знаходить ще більше незвіданих територій для гурту, який побудував кар'єру саме на цьому». Саймон Возік-Левінсон з MTV написав: «A Moon Shaped Pool дає захоплюючу відповідь на екзистенційні проблеми, які стоять перед будь-яким гуртом, що досягнув такого успіху … Після всього цього часу слухати, як ці п'ять старих друзів кидають виклик собі на новому етапі еволюції, все ще може вразити навіть пересиченого фаната».
У The New York Observer Джастін Джофф написав, що A Moon Shaped Pool був «приголомшливим проявом оголеної вразливості і помітного досягнення … Radiohead залишаються відданими майстрами дивних нових звукових всесвітів». Як і Джофф, Ніна Коркоран з Consequence of Sound похвалила включення старих пісень, таких як «True Love Waits», написавши, що «Radiohead нарешті відчувають себе досить пов'язаними, щоб виконувати їх зі змістом … Очікування випуску студійного запису пісні, якій понад двадцять років, дозволило Radiohead очистити свої слова, коли вони стали зрілішими, ніж будь-коли». Оглядач The Guardian Ланре Бакаре похвалив еволюцію «Present Tense» від раннього «ескізного гітарного номера Йорка» до «чудово виконаної балади в стилі босса-нова».
Майк Дайвер із Quietus вважає, що старі пісні створюють небажане відчуття збірки, пише він: «Деякі композиції здаються неповноцінними, зважаючи на те, що їх виправдовує вік… Тут просто так мало іскри, ледь сяючі вуглинки та почорнілий пил там, де колись Radiohead прокладали захоплюючу, шалену стежку, за якою інші намагалися слідувати». Дописувач The New Republic Райан Керні порівняв альбом з «прийняттям теплої, час від часу хвилюючої ванни; вона заспокоює і все таке, але чим довше ти занурюєшся, тим холодніше стає після неї». Він розкритикував лірику Йорка як передбачувану і сказав, що «не випадково єдина зворушлива пісня на альбомі, „True Love Waits“, була написана два десятиліття тому».
Джеймі Мілтон з DIY вважав, що A Moon Shaped Pool потребував «ще одного проривного силового удару по системі», подібного до «Ful Stop», та що він містить непотрібні елементи, такі як «надмірне відлуння» «Present Tense» і «зубчасту кінцівку» «Decks Dark». Однак, він зробив висновок: «Це чудові, людяні, завершені роботи — одні з найкращих у чудовій кар'єрі Radiohead». Алексіс Петрідіс з The Guardian розкритикував «задушливу похмурість» текстів пісень, але відчув, що альбом став кращим за The King of Limbs і що Radiohead досягли чогось нового.

### Нагороди
A Moon Shaped Pool став п'ятим альбомом Radiohead, номінованим на Mercury Prize, що зробило гурт найбільш номінованим в історії Mercury Prize. На 59-й щорічній церемонії вручення премії «Греммі» альбом A Moon Shaped Pool був номінований у категоріях «Найкращий альбом альтернативної музики» та «Найкраща рок-пісня» («Burn the Witch»). Альбом також увійшов до шорт-листа премії «Альбом року» Асоціації Незалежних Музичних Компаній, як найкращий альбом, що вийшов на незалежному європейському лейблі. Альбом також з'являвся у списках найкращих альбомів року і десятиліття, що складалися за версією різноманітних видань.

## Трек-лист
Всі пісні написані Radiohead.
| #     | Назва                                                             | Тривалість |
| ----- | ----------------------------------------------------------------- | ---------- |
| 1.    | «Burn the Witch»                                                  | 3:40       |
| 2.    | «Daydreaming»                                                     | 6:24       |
| 3.    | «Decks Dark»                                                      | 4:41       |
| 4.    | «Desert Island Disk»                                              | 3:44       |
| 5.    | «Ful Stop»                                                        | 6:07       |
| 6.    | «Glass Eyes»                                                      | 2:52       |
| 7.    | «Identikit»                                                       | 4:26       |
| 8.    | «The Numbers»                                                     | 5:45       |
| 9.    | «Present Tense»                                                   | 5:06       |
| 10.   | «Tinker Tailor Soldier Sailor Rich Man Poor Man Beggar Man Thief» | 5:03       |
| 11.   | «True Love Waits»                                                 | 4:43       |
| 52:31 |                                                                   |            |

## Персоналії
| Radiohead - Колін Ґрінвуд - Джонні Ґрінвуд - Ед О'Браєн - Філ Селвей - Том Йорк Сесійні музиканти - Клайв Дімер — додаткові барабани на «Ful Stop» - Лондонський сучасний оркестр — струнні, жіночий хор - Г'ю Брант — диригент | Продакшн - Найджел Ґодріч — продюсування, зведення, звукоінженер - Сем Петтс-Девіс — звукоінженер - Максим ЛеГіл — асистент звукоінженера - Боб Людвіг — мастеринг - Тім Планк — студійна команда - Грем Стюарт — студійна команда - Мішель Ширер — студійна команда Художнє оформлення та дизайн - Стенлі Донвуд - Doctor Tchock |